# Thomas Müller (narciarz)
Thomas Müller (ur. 5 marca 1961 w Aschaffenburgu) – niemiecki kombinator norweski reprezentujący RFN, złoty medalista olimpijski, dwukrotny złoty medalista mistrzostw świata i brązowy medalista mistrzostw świata juniorów.

## Kariera
Po raz pierwszy na arenie międzynarodowej Thomas Müller pojawił się w lutym 1981 roku, kiedy na mistrzostwach świata juniorów w Schonach wywalczył indywidualnie brązowy medal. Rok później wystąpił na mistrzostwach świata w Oslo, gdzie indywidualnie był szósty, a wspólnie z kolegami z reprezentacji zajął czwarte miejsce w konkursie drużynowym, przegrywając walkę o brązowy medal z Norwegami.
W Pucharze Świata zadebiutował 17 grudnia 1983 roku w Seefeld in Tirol. Zajął wtedy siódme miejsce w konkursie rozgrywanym metodą Gundersena. Tym samym już w swoim debiucie zdobył pierwsze pucharowe punkty. W sezonie 1983/1984 pojawił się jeszcze pięciokrotnie, w tym już w trzecich zawodach cyklu, 7 stycznia 1984 roku w Schonach po raz pierwszy zwyciężył. Müller wygrał także konkurs 3 marca 1984 roku w Lahti, co pozwoliło mu zająć czwarte miejsce w klasyfikacji generalnej. W lutym 1984 roku wystąpił na igrzyskach olimpijskich w Sarajewie. Po konkursie skoków zajmował trzecie miejsce ze stratą 5.6 punktu do prowadzącego Toma Sandberga z Norwegii. Na trasie biegu stracił jednak dwie kolejne pozycje i rywalizację zakończył na piątym miejscu.
Pierwszy sukces w kategorii seniorów osiągnął podczas mistrzostw świata w Seefeld w 1985 roku. Wspólnie z Hubertem Schwarzem i Hermannem Weinbuchem zdobył drużynowo złoty medal. Po skokach Niemcy zajmowali drugie miejsce, jednak po biegu wyprzedzili prowadzących Norwegów i sięgnęli po tytuł. Trzecie miejsce przypadło Finom. W rywalizacji pucharowej Müller ponownie dwukrotnie stawał na podium: 20 grudnia 1984 roku w Sankt Moritz oraz 2 marca 1985 roku w Lahti, w obu przypadkach zajmując trzecie miejsce. W klasyfikacji generalnej zajął siódmą pozycję.
Sezon 1985/1986 był najlepszym w historii jego występów w Pucharze Świata. Niemiec czterokrotnie stawał na podium, w tym 29 grudnia 1985 roku w Oberwiesenthal po raz kolejny zwyciężył. W klasyfikacji generalnej zajął drugie miejsce za Weinbuchem, a przed Geirem Andersenem z Norwegii. Dobrą formę prezentował także w sezonie 1986/1987, który ukończył na piątej pozycji. Trzykrotnie zameldował się na podium: 27 lutego w Lahti zwyciężył, 6 marca w Falun był drugi, a 13 marca 1987 roku w Leningradzie zajął trzecie miejsce. Sukces w Lahti był jego ostatnim pucharowym zwycięstwem w karierze. Na mistrzostwach świata w Oberstdorfie w 1987 roku Niemcy w składzie: Müller, Hans-Peter Pohl i Hubert Schwarz obronili tytuł drużynowych mistrzów świata wywalczony dwa lata wcześniej. Wygrali konkurs skoków i z przewagą ponad pięciu minut przystąpili do biegu. Prowadzenia już nie oddali i wyraźnie wyprzedzili Norwegów oraz reprezentantów ZSRR. W konkursie indywidualnym wypadł przeciętnie, zajmując ostatecznie 10. miejsce.
Ostatni raz na podium stanął 9 stycznia 1988 roku w Sankt Moritz, gdzie był trzeci w Gundersenie. Ponadto jeszcze pięciokrotnie plasował się w czołowej dziesiątce konkursów sezonu 1987/1988, dzięki czemu w klasyfikacji generalnej był szósty. W lutym 1988 roku brał udział w igrzyskach olimpijskich w Calgary. Indywidualnie zaprezentował się słabo, po skokach zajmował 31. miejsce, lecz w biegu awansował na 24. pozycję. W zawodach drużynowych wraz z Pohlem i Schwarzem wywalczył złoty medal. Zwyciężyli w skokach i z przewagą 16 sekund nad Austriakami przystąpili do biegu. Na mecie ich przewaga nad reprezentantami Austrii wzrosła do ponad pół minuty, lecz drugie miejsce zajęli Szwajcarzy, którzy stracili do zwycięzców stracili tylko 3.4 sekundy. Austriakom przypadło ostatecznie trzecie miejsce. Igrzyska w Calgary były pierwszymi, na których rozegrano zawody drużynowe w kombinacji norweskiej i tym samym reprezentanci RFN zostali pierwszymi w historii mistrzami olimpijskimi w tej konkurencji. Złoty medal olimpijski był równocześnie ostatnim sukcesem w karierze Thomasa.
Müller startował w zawodach Pucharu Świata do sezonu 1991/1992, jednak osiągał coraz słabsze wyniki. W tym czasie wystartował jeszcze na mistrzostwach świata w Lahti w 1989 roku zajmując siódme miejsce w sztafecie i dziewiąte indywidualnie. Ostatnią dużą imprezą w jego karierze były mistrzostwa świata w Val di Fiemme w 1991 roku. Indywidualnie zajął dziesiąte miejsce, a wspólnie z kolegami był czwarty w sztafecie, przegrywając walkę o brązowy medal z Japończykami. W 1992 roku zakończył karierę.
Po zakończeniu kariery został trenerem w Oberstdorfie. W 2009 roku został wybrany trenerem roku w kombinacji norweskiej przez Niemiecki Związek Narciarski (DSV).

## Osiągnięcia

### Igrzyska olimpijskie
| Miejsce | Dzień     | Rok  | Miejscowość | Konkurencja              | Wynik zwycięzcy | Strata      | Zwycięzca      |
| ------- | --------- | ---- | ----------- | ------------------------ | --------------- | ----------- | -------------- |
| 5.      | 12 lutego | 1984 | Sarajewo    | Indywidualnie K-90/15 km | 422.595 pkt     | -20.600 pkt | Tom Sandberg   |
| 1.      | 24 lutego | 1988 | Calgary     | Sztafeta K-90/3 × 10 km  | 1:20:46.0 h     | -           | -              |
| 25.     | 28 lutego | 1988 | Calgary     | Gundersen K-90/15 km     | 38:16.8 min     | +4:35.2 min | Hippolyt Kempf |

### Mistrzostwa świata
| Miejsce | Dzień       | Rok  | Miejscowość      | Konkurencja             | Wynik zwycięzcy | Strata      | Zwycięzca           |
| ------- | ----------- | ---- | ---------------- | ----------------------- | --------------- | ----------- | ------------------- |
| 6.      | 19 lutego   | 1982 | Oslo             | Gundersen K-90/15 km    | 426.600 pkt     | -8.200 pkt  | Tom Sandberg        |
| 4.      | 26 lutego   | 1982 | Oslo             | Sztafeta K-90/3 × 10 km | 1295.92 pkt     | -94.78 pkt  | NRD                 |
| 5.      | 18 marca    | 1984 | Rovaniemi        | Sztafeta K-90/3 × 10 km | 1189.46 pkt     | -59.76 pkt  | Norwegia            |
| 13.     | 18 stycznia | 1985 | Seefeld in Tirol | Gundersen K-90/15 km    | 410.10 pkt      | -38.63 pkt  | Hermann Weinbuch    |
| 1.      | 25 stycznia | 1985 | Seefeld in Tirol | Sztafeta K-90/3 × 10 km | 1276.90 pkt     | -           | -                   |
| 10.     | 13 lutego   | 1987 | Oberstdorf       | Gundersen K-90/15 km    | 423.80 pkt      | -9.17 pkt   | Torbjørn Løkken     |
| 1.      | 14 lutego   | 1987 | Oberstdorf       | Sztafeta K-90/3 × 10 km | 1261.94 pkt     | -           | -                   |
| 9.      | 18 lutego   | 1989 | Lahti            | Gundersen K-90/15 km    | 37:10.7 min     | +3:58.3 min | Trond Einar Elden   |
| 7.      | 24 lutego   | 1989 | Lahti            | Sztafeta K-90/3 × 10 km | 1:24:21.7 h     | +5:02.0 min | Norwegia            |
| 10.     | 7 lutego    | 1991 | Val di Fiemme    | Gundersen K-90/15 km    | 41:00.6 min     | +2:31.9 min | Fred Børre Lundberg |
| 4.      | 8 lutego    | 1991 | Val di Fiemme    | Sztafeta K-90/3 × 10 km | 1:21:22.5 h     | +2:22.8 min | Austria             |

### Mistrzostwa świata juniorów
| Miejsce | Dzień     | Rok  | Miejscowość | Konkurencja              | Wynik zwycięzcy | Strata | Zwycięzca          |
| ------- | --------- | ---- | ----------- | ------------------------ | --------------- | ------ | ------------------ |
| 3.      | 12 lutego | 1981 | Schonach    | Indywidualnie K-90/15 km | ?               | ?      | Bernd Blechschmidt |

### Puchar Świata

#### Miejsca w klasyfikacji generalnej
- sezon 1983/1984: 4.
- sezon 1984/1985: 7.
- sezon 1985/1986: 2.
- sezon 1986/1987: 5.
- sezon 1987/1988: 6.
- sezon 1989/1990: 18.
- sezon 1990/1991: 28.
- sezon 1991/1992: 38.

#### Miejsca na podium chronologicznie
| Nr  | Data             | Miejscowość    | Konkurencja         | Wynik zwycięzcy | Pozycja | Strata      | Zwycięzca        |
| --- | ---------------- | -------------- | ------------------- | --------------- | ------- | ----------- | ---------------- |
| 1.  | 7 stycznia 1984  | Schonach       | Gundersen K90/15 km | 432.640 pkt     | 1.      | -           | -                |
| 2.  | 3 marca 1984     | Lahti          | Gundersen K90/15 km | 414.000 pkt     | 1.      | -           | -                |
| 3.  | 20 grudnia 1984  | Sankt Moritz   | Gundersen K90/15 km | 419.10 pkt      | 3.      | -4.89 pkt   | Geir Andersen    |
| 4.  | 2 marca 1985     | Lahti          | Gundersen K90/15 km | ?               | 3.      | +2:21.6 min | Geir Andersen    |
| 5.  | 21 grudnia 1985  | Tarvisio       | Gundersen K90/15 km | 427.055 pkt     | 3.      | -7.850 pkt  | Geir Andersen    |
| 6.  | 29 grudnia 1985  | Oberwiesenthal | Gundersen K90/15 km | 411.8 pkt       | 1.      | -           | -                |
| 7.  | 4 stycznia 1986  | Schonach       | Gundersen K90/15 km | 421.700 pkt     | 2.      | -4.880 pkt  | Hermann Weinbuch |
| 8.  | 18 stycznia 1986 | Murau          | Gundersen K90/15 km | 417.145 pkt     | 3.      | -10.620 pkt | Hermann Weinbuch |
| 9.  | 27 lutego 1987   | Lahti          | Gundersen K90/15 km | 425.630 pkt     | 1.      | -           | -                |
| 10. | 6 marca 1987     | Falun          | Gundersen K90/15 km | 424.645 pkt     | 2.      | -0.000 pkt  | Torbjørn Løkken  |
| 11. | 13 marca 1987    | Leningrad      | Gundersen K90/15 km | 418.650 pkt     | 3.      | -6.775 pkt  | Wasilij Sawin    |
| 12. | 9 stycznia 1988  | Sankt Moritz   | Gundersen K90/15 km | 420.04 pkt      | 3.      | -3.54 pkt   | Torbjørn Løkken  |

### Puchar Kontynentalny

#### Miejsca w klasyfikacji generalnej
- sezon 1991/1992: 19.

#### Miejsca na podium chronologicznie
| Nr | Data            | Miejscowość | Konkurencja         | Wynik zwycięzcy | Pozycja | Strata | Zwycięzca |
| -- | --------------- | ----------- | ------------------- | --------------- | ------- | ------ | --------- |
| 1. | 15 grudnia 1991 | Predazzo    | Gundersen K90/15 km | ?               | 1.      | -      | -         |